# No Reply
No Reply (englisch für: Keine Antwort) ist ein Lied der britischen Band The Beatles aus dem Jahr 1964. Es eröffnete das vierte Studioalbum der Band Beatles for Sale. Komponiert wurde das Lied im Wesentlichen von John Lennon, steht allerdings unter dem üblichen Copyright Lennon/McCartney.

## Hintergrund
Ursprünglich sollte das Lied nicht von den Beatles gespielt werden, sondern es war für den Sänger Tommy Quickly gedacht, der ebenfalls bei Brian Epstein, dem Manager der Beatles, unter Vertrag stand. No Reply handelt von einem jungen Mann, der seine scheinbar untreue Freundin nicht erreichen kann, obwohl er weiß, dass sie zu Hause ist. Thematisch ließ sich Lennon von dem Lied Silhouettes aus dem Jahr 1957 von der US-amerikanischen Band The Rays inspirieren.
John Lennon sagte 1980 dazu: „Das ist mein Song. Dick James, der Verleger, sagte: ‚Das ist der erste komplette Song, den du geschrieben hast, der sich von selbst erklärt.‘ Wissen Sie, mit einer kompletten Geschichte.“ Paul McCartney behauptete später, Lennon beim Schreiben des Songs geholfen zu haben: „Wir haben No Reply zusammen geschrieben, aber aus einer starken originellen Idee von ihm.“

## Aufnahme
Die Aufnahmen für No Reply fanden in den Londoner Abbey Road Studios statt. Produziert wurde das Lied von George Martin, dem Norman Smith assistierte.
Noch in der Annahme, dass das Lied von Tommy Quickly interpretiert werden sollte, nahmen die Beatles am 3. Juni 1964 eine Demoversion für ihn auf. An diesem Tage war der Schlagzeuger der Band Ringo Starr krankheitsbedingt nicht anwesend. Dennoch ist auf dieser Demoversion ein Schlagzeug zu hören. Es ist nicht bekannt, wer das Schlagzeug auf der Aufnahme spielt. Infrage kämen Paul McCartney, der dann den Bass George Harrison überlassen hätte, oder der Schlagzeuger Jimmie Nicol, der Ringo Starr in den Folgetagen auf ein paar Konzerten vertrat.
Letztlich wurde No Reply von Tommy Quickly nicht veröffentlicht, sodass die Beatles am 30. September 1964 eine eigene Fassung aufnahmen. Diese nahm acht Takes in Anspruch. Die Band experimentierte während der Aufnahme noch an der Struktur des Liedes, beispielsweise wiederholten sie in Take fünf den Mittelteil, worauf das Lied rund eine Minute länger wurde.
Die Abmischungen des Liedes erfolgten am 16. Oktober 1964 in Mono und am 4. November 1964 die Stereoabmischung.
Besetzung
- John Lennon: Akustikgitarre, Gesang, Händeklatschen
- Paul McCartney: Bass, Hintergrundgesang, Händeklatschen
- George Harrison: Akustikgitarre, Händeklatschen
- Ringo Starr: Schlagzeug, Händeklatschen
- George Martin: Klavier

## Veröffentlichungen
- Am 13. November 1964 erschien in Deutschland das sechste Beatles-Album Beatles for Sale, auf dem No Reply enthalten ist. In Großbritannien wurde das Album am 4. Dezember 1964 veröffentlicht, dort war es das vierte Beatles-Album.
- In Deutschland erschien am 10. Februar 1965 die Single No Reply / Eight Days a Week, die Platz fünf der deutschen Hitparade erreichte.
- In den USA wurde No Reply auf dem dortigen siebten Album Beatles ’65, am 15. Dezember 1964, veröffentlicht.
- In Großbritannien wurde am 6. April 1965 die EP Beatles for Sale veröffentlicht, auf der sich No Reply befindet.
- Die Demoversion vom 3. Juni 1964 war über 30 Jahre lang unbekannt, da sie im Archiv der EMI falsch abgelegt war. Erst 1993 wurde sie wiederentdeckt und im November 1995 auf dem Album Anthology 1 veröffentlicht. Auf demselben Album erschien auch eine alternative Fassung, die am 30. September 1964 entstand.